# 네스토르 마흐노
네스토르 이와노위치 마흐노(우크라이나어: Нестор Іванович Махно [ˈnɛstor iˈwɑnowɪtʃ mɐxˈnɔ][*], 1888년 11월 7일[구력 10월 26일] – 1934년 7월 25일)는 우크라이나의 아나키스트 혁명가로, 러시아 내전 와중인 1917년에서 1921년 사이 우크라이나에서 독자적인 아나키즘 군벌을 거느렸다. 아버지 마흐노(우크라이나어: батько Махно)라는 별명으로 불렸는데, 여기서 "아버지"라 함은 자포리자 코자크 시절부터 우크라이나에서 선출된 군사지도자를 의미한다.
마흐노는 우크라이나 혁명반역군, 통칭 마흐노우슈치나(마흐노 운동)의 사령관이었다. 농민운동으로서 대중사회운동으로 비화한 마흐노 운동은 마흐노의 고향인 훌리아이폴레를 중심으로 시작되었고, 러시아 내전 중 한때는 남우크라이나 대부분의 영역을 석권했다. 마흐노를 비롯한 운동 지도부는 아나르코공산주의자였고, 이 운동을 자신들의 이념노선에 따라 유도하려고 노력했다. 마흐노는 남우크라이나에 각자 자기 권위를 세우려는 다른 모든 정파들을 공격적으로 거부했다. 이에 따라 우크라이나 인민공화국, 브레스트-리토프스크 조약 이후 개입한 독일군 및 오스트리아군과 그 괴뢰국인 우크라이나국, 러시아 백군, 볼셰비키 적군과 모두 전투를 벌였다. 전쟁 중 마흐노는 중기관총을 마차에 실은 타찬카를 고안하기도 했다. 마흐노와 그 지지자들은 아나키즘 노선에 따라 사회경제적 생활을 재조직하기 위해, 과거의 봉건영지들에 코뮌들을 설치하고, 농민들에게 평등하게 토지를 재분배했으며, 지역 평의회(소비에트)와 지방회의들을 통한 자유선거를 조직했다. 그러나 내전의 경과로 인해 이들의 아나키즘적 사회실험은 안정된 영토적 기반을 지속적으로 확보하지 못했다.
마흐노는 볼셰비키를 우크라이나 마흐노우슈치나의 발전에 위협이 된다고 간주했지만, 백군과 싸우기 위해 두 차례 적군과 동맹을 맺었다. 1920년 11월 크림반도에서 백군이 패퇴하자 볼셰비키는 마흐노를 공격하기 시작했다. 마흐노는 적군과 맞서 싸우다 결국 1921년 8월 루마니아로 망명했다. 마흐노는 아내 할리나와 딸 발레나와 함께 프랑스 파리에 정착했다. 파리에서 마흐노는 회고록을 작성하고 혁명파 신문에 기사를 기고했다. 마흐노는 정강주의의 발전에도 중요한 역할을 했으며, 아나키스트총연합조직정강 초안을 둘러싼 1926년 논쟁에도 참여했다. 마흐노는 1934년 파리에서 결핵으로 사망했다. 향년 45세.

## 같이 보기
- 10월 혁명
- 마흐노주의
- 표트르 크로폿킨
- 우크라이나 혁명반역군